# Bogdása
Bogdása ist eine ungarische Gemeinde im Kreis Sellye
im Komitat Baranya.